# Sutrieu

Sutrieu este o comună în departamentul Ain din estul Franței.